# Ronald Edmund Fraser Peal
Ronald Edmund Fraser Peal (* 27. August 1917 in Ealing, London; † 8. März 1999 in Royal Tunbridge Wells, Kent) war ein britischer Ornithologe.

## Leben
Peal wurde im Londoner Stadtteil Ealing als Sohn von Wilfred Evelyn Peal und Elsie Fraser geboren. Im Alter von 17 Jahren wurde er Mitarbeiter bei der Union Discount Company of London. Während des Zweiten Weltkriegs diente er bei der Royal Navy, wo er 1941 die Versenkung der Prince of Wales durch die Japaner überlebte. Er war aktives Mitglied und einstiger Master der Livery Company der City of London, Assistent bei der Worshipful Company of Cordwainers (Feinlederverarbeiter) und Vizepräsident beim Rugby-Union-Club Rosslyn Park F.C.
Peals Interesse an der Ornithologie bestand sein ganzes Leben. Insbesondere befasste er sich mit der Avifauna Nordwestmarokkos, wo er häufig zu Gast war, und der Geschichte der Ornithologie. Zudem war er Mitglied bei der Groupe Ornithologique du Maroc (GOMAC).
Artikel von ihm wurden in den Zeitschriften Ibis, British Birds, Bird Study und Bulletin of the British Ornithologists’ Club veröffentlicht. Zwischen 1964 und 1966 führte er im Auftrag des British Trust for Ornithology eine landesweite Erhebung von Wendehälsen (Jynx torquilla) durch, wo er die Populationsschwankungen bei dieser Art untersuchte. Von 1981 bis 1985 war er Mitglied im Rat der British Ornithologists’ Union (BOU). Von 1987 bis 1993 war er Mitglied des Sitzungsausschusses der BOU. 1969 wurde er in das Komitee des British Ornithologists’ Club (BOC) gewählt und war von 1971 bis 1989 Honorarsekretär des BOC. Von 1989 bis 1993 war er Vorsitzender und blieb bis 1997 im Komitee.